# Caryophyllia cincticulatus
Espèce
Statut CITES
Caryophyllia cincticulatus est une espèce de coraux appartenant à la famille des Caryophylliidae.